# 철학관

## 개요
명리학이나 점복학 등으로 인생 설계나 고민 상담을 해주는 곳.

## 상호명
- ㅇㅇ철학관, ㅇㅇ철학원, ㅇㅇ사주, ㅇㅇ사주연구소 등은 철학관이다.

- ㅇㅇ학당[1] 등은 명리학 학원이다. 물론 사주 상담도 겸한다.

- ㅇㅇ타로, ㅇㅇ영타로 등은 타로만 보는 타로샵이다.

- ㅇㅇ사주타로, ㅇㅇ타로사주 등은 사주와 타로를 모두 봐주는 곳이다. 앞쪽에 있는 것이 메인이고 뒤쪽에 있는 것이 서브다.

- ㅇㅇ사주카페 등은 음료수와 간식도 판매한다. 보통 여러 명의 선생님이 있어서 타로도 보고 신점도 본다.

- ㅇㅇ보살, ㅇㅇ암, ㅇㅇ당, ㅇㅇ궁, ㅇㅇ사, ㅇㅇ도령, ㅇㅇ선녀, ㅇㅇ신녀, ㅇㅇ신당, ㅇㅇ만신, ㅇㅇ장군, ㅇㅇ동자, ㅇㅇ신타로 등은 무당집이다. 卍자가 그려져 있거나[2] 오방색 깃발이 꽂혀 있는 곳도 무당집이다.

- ㅇㅇ도사 등은 보통 무당집인데 가끔 철학관인 경우도 있다.

원하는 곳을 잘 선택해서 가도록 하자.

## 서비스
흔한 순으로 정렬했다.

### 명리학
- 기본적으로 사주팔자를 봐준다. 대한민국 철학관의 95%는 자평 명리학 이론을 사용한다.

- 나머지가 삼명 명리학, 맹파 명리학 등의 이론을 사용한다.

- 더큼학당도 자평명리라고 주장은 하지만 동시에 창광류 명리학이라고도 말하고 다닌다. 더큼학당에서 개발한 사주바주라는 앱과 일반 만세력을 비교해보면 구성이 다른 것을 발견할 수 있다.

- 시공명리나 신월명리는 자평명리가 아니다. 십신 생극론을 사용하지 않는다.

- 자미두수를 봐주는 곳도 있다.

- 기문둔갑을 봐주는 곳도 있다.

- 서양점성술도 명리학 카테고리에 들어가지만, 보통 철학관 간판을 달고 제공되는 서비스는 아니다. 간혹 명리학과 서양 점성술을 같이 봐주는 곳도 있다.

### 점복학
- 사람들이 명리학이 점술이 아니라는 점을 잘 모르기 때문에 철학관에 와서 '미래의 사건을 예지'해달라고 요구하는 경우가 많다. 그럼 역술가는 '그런 건 사주에 안 나온다'며 답변을 거절하거나 타로 카드를 뽑게 한다.

- 물론 타로가 저렴하지만 워크인 손님이 많아서 사주와 타로를 같이 하면 돈이 더 잘 벌린다.

- 타로(95%)>육효>주역점>육임 순으로 많다. 습득 난이도는 육임>육효>주역점 순이다. 어렵다고 잘 맞냐 하면 꼭 그런 건 아니다.

### 성명학
- 치우친 사주로 태어난 사람에게 이름으로 오행을 보충해주는 작명, 개명 서비스를 제공한다. 보통 한지에 붓으로 찬명증을 써준다.

- 다만 성명학은 명리학과 별 관계가 없다. 근대 일본에서 시작되었다.

- 성명학 이론도 여러 가지라 다른 이론을 쓰는 작명소에 가면 이름이 안 좋다며 개명해야 된다고 한다. 꼭 개명을 하려거든 철학관 한 군데만 다니는 게 좋다. 안 그럼 무한 개명 지옥에 빠지게 된다.[3]

- 사주 상담 없이 작명만 하는 곳도 있다. 보통 'ㅇㅇ작명소'라고 되어있다.

### 택일
- 운세를 보고 어떤 일을 하기에 좋은 날과 나쁜 날을 정하는 것. 명리학 서비스의 일종이지만 안 하는 사람도 많아서 아래쪽에 위치하게 됐다.

- 출산 택일. 명리학적 의미가 있는 택일이다. 제왕절개로 내 아이의 기질을 정할 수 있다. 내가 원하는 기질이나 잘 지낼 수 있을 것 같은 기질로 요청하는 것이 좋다. 부자되는 사주로 골라달라는 등의 요청이 많지만 그런 사주는 없다.

- 미팅 택일. 미팅 택일이라는 말은 없지만 임의로 만들었다. 계약서에 도장을 찍는 등 다른 사람을 상대로 협상과 설득을 잘 해야 되는 일이 있다면 상대방의 사주를 알아와서 미팅 택일을 진행한다. 좋아하는 이성에게 고백을 하거나, 결혼식 당일에 싸움이 나지 않게 하는 등의 효과를 볼 수 있다.

- 기타 택일. 나머지 택일은 명리학적인 의미가 없다. 간판 다는 날짜라던가, 이사 가는 날짜 등은 사람의 기질과 관계가 없기 때문이다.

### 풍수학
- 양택풍수. 침대와 책상 위치를 변경하거나, 가벽을 설치하거나 부수거나, 담장을 두르거나, 이사갈 집을 정하거나, 집을 짓기도 한다.

- 풍수 인테리어. 벽지 색깔을 바꾸거나, 해바라기 꽃 그림을 거는 등이다. 다만 풍수 인테리어는 풍수지리학과 별 관계가 없다.

- 음택풍수. 무덤 위치를 정하거나, 무덤 위치를 변경한다. 보통 철학관에서는 잘 진행하지 않는다. 아예 지관을 찾아가야 한다. 참고로 요즘엔 명당 자리가 거의 안 남았다.

- 수맥은 풍수지리학이 아니다. 가톨릭교를 통해서 조선에 유입됐다. 물론 전통 풍수지리학에서도 지하수를 피하긴 한다. 지반이 약하면 무덤이나 집이 가라앉기 때문. 다만 현대에서 말하는 수맥은 수맥'파'로 인해 지하수 위에 있으면 건강이 나빠진다는 식인데 이런 부분은 풍수와 관련이 없다.

### 관상학
- 얼굴과 몸 전체의 체상을 봐준다.

- 손의 수상(손금)을 봐준다. 다만 대한민국 손금집의 99%는 서양식이다. 사주팔자와 손금을 연계해서 보는 행위에 큰 의미는 없다.

- 관상집과 손금집은 구분되는 편이다. 관상집에서 손금을 봐달라고 하면 잘 못 보거나, 손금집에서 관상을 봐달라고 하면 잘 못 보는 경우도 있다. 둘 다 보고 싶다면 둘 다 본다고 써놓은 곳으로 가자.

## 상품
- 개운 아이템. 탄생석이나 오행 팔찌 등은 그냥 기념품 정도로 생각하는 것이 좋다.

- 금은 건강 반지. 일반인들에겐 게르마늄 팔찌나 다름 없겠지만 나름대로 한의학적 원리가 담겨 있다. 수지침 이론을 참고하자. 주의할 점. 반지는 사주에 따라 끼는 것이 아니다. 진맥을 통해서 현재 건강 상태에 맞게 끼는 것이다. 꼭 순금 반지일 필요는 없다.

- 운세 뉴스레터. 구독 서비스로 가입하면 매일, 매주, 매달 운세 서비스를 받아볼 수 있다. 예전에는 월간 잡지를 발행했었다.

- 전문 서적. 독학만 해본 사람은 모르겠지만, 전문적인 역학 서적은 일반 서점에서 구할 수 없다. 서점에 있는 관상 책들을 펴보면 유명인의 사진이 아니라 그림이 실려 있다. 초상권을 침해하기 때문이다. 학당에 가거나 스승님을 모시면 연예인이나 정치인의 실제 사진이 실린 책을 구매할 수 있다. 이 책들은 제본소에서 인쇄한 것이라 가격표, 바코드, ISBN 등이 없다. 당연히 외부에 유출하면 안 된다. 가격은 꽤 비싼 편.

- 전문가용 프로그램. 수백만원 짜리 PC용 프로그램이다. 이름과는 달리 초보 선생을 전문가로 둔갑시켜주는 프로그램이다. 손님의 사주를 입력하면 그래프 같은 보조 해석 도구도 나오지면 기본적인 해석이 쫙 나온다. 060 전화 상담 시절에는 이런 프로그램을 보고 사주를 보는 선생들도 많았다.

- 수제 타로 카드. 타로 리더가 직접 그리거나 외주를 맡겨서 그린 타로 카드를 구매할 수 있다. 유니버셜 웨이트 계열 타로 카드와 오라클 카드들을 오랫동안 써 보고, 필요한 요소를 추가하거나 불필요한 요소를 삭제하거나 자신만의 스타일을 가미해서 만든다. 타로 카드 주머니와 스프레드 천도 같이 판매한다.

- 뱀술 등. 시골 철학관에 가면 한약재를 직접 만드는 경우도 있다. 침이나 뜸을 놔 주기도 한다. 당연하지만 둘 다 불법이다.

- 초. 집에 가져가는 상품은 아니다. 초에 이름을 써서 불을 붙이고 일주일 동안 기도를 해준다. 무당인데 신빨이 떨어져서 철학관으로 전향한 경우에 판매하는 상품이다. 초에 연꽃이 피면(심지가 예쁘게 갈라지는 경우가 있다) 사진을 찍어서 보내주기도 한다. 기도가 성공(?)했으니 소원이 성취될 거라는 뜻이다.

## 역술가 되는 법
- 면허증이 필요 없으므로 그냥 사업자 등록을 하면 끝이다. 사업자 코드: 점술 및 유사 서비스업(96992). 여기서 '유사 서비스'가 명리학 등이다.

- 어느 분야든 그렇겠지만 독학을 해서 철학관을 차리는 경우는 대부분 망한다. 최소한 유료 동영상 강의를 보자.

- 명리학 학원에 다니거나 민간 자격증을 따는 경우도 있다. 다만 민간 자격증은 너무 따기가 쉬워서 선생들은 물론이고 일반인들도 자격증을 신뢰하지 않는다. 자격증을 따는 이유는 해당 협회의 회원이 되기 위한 절차 정도로 이해하면 된다. 회원은 해당 협회에서 나오는 상품들을 할인가로 구매할 수 있다.

- 요즘에는 대학에도 명리학과가 있으니 수료할 수도 있다. 대학 졸업증은 손님들한테도 신뢰받는 편. 다만 대학에서 배우는 내용은 너무 이론적인 경우가 많아서 실전에 별 도움이 되진 않는다.

- 사주 개인 과외를 받으면 철학관 개업 시 스승님의 이름을 걸고 시작할 수 있다. 스승님 좋은 일만 시켜주는 것 아니냐고 생각할 수도 있지만, 하늘에서 뚝 떨어지듯이 혼자 개업해봐야 손님도 안 온다. 스승님은 예약이 1달 이상 밀린 사람으로 하는 게 좋다. 스승님한테 당장 상담을 받고 싶은데 기다릴 수 없는 상황이거나, 스승님의 철학관이 손님의 집과 너무 멀거나, 스승님의 상담 가격이 비싸다고 생각되면 먼저 가깝고 빠르고 싼 제자한테 상담을 받는 경우가 있다. 스승님이 개업부터 홍보까지 도와주는 경우가 많다. 다만 개업할 매장 위치는 스승님과 겹치면 안 된다. 물리적인 거리 뿐만 아니라 지하철 노선도 정도는 피하도록 하자.

- 직접 매장을 차려도 창업 비용이 거의 들어가지 않는다. 보증금, 월세, 관리비 이외에 들어갈 게 없기 때문이다. 선생의 책상과 의자, 손님의 의자 2~4개 정도면 충분하다. 만세력 책은 쓰지 않더라도 하나 구비해두는 게 좋다. 핸드폰의 만세력 앱으로 보는 게 좀 없어 보인다고 생각 된다면 그냥 중고 태블릿 PC와 거치대를 두면 된다. 간혹 대형 전자 칠판을 두는 경우도 있다. 프린터기로 간명지를 인쇄해주기도 한다. 이거 다 해도 얼마 안 한다.

- 보증금이나 월세를 낼 돈이 없다면 사주 카페에 면접 보고 들어가는 방법도 있다. 정산 비율은 보통 5:5에 식대가 지급된다. 아르바이트처럼 다른 선생들과 교대하면 된다. 근무 시간은 조정 가능한 경우가 많다. 다만 다른 선생님들이 펑크를 내면 급하게 대신 출근을 부탁받는 경우도 있다.

- 출근하기 싫다면 전화 상담 플랫폼에 가입하는 방법도 있다. 보통 상위 플랫폼 한 곳에 돈을 내고 가입하거나, 신생 플랫폼 여러 곳에 무료로 가입한다. 다만 수수료가 꽤 센 편이다.

- 네이버 엑스퍼트로 지식인에서 활동할 수도 있다. 다만 여기도 이제는 경쟁이 꽤 센 편. 누군가가 지식인에 사주 질문 올리면 곧장 전문가 서너명이 답글을 달아버린다. 신입의 답변이 채택되기는 어려운 편이다.

- 크몽이나 숨고 등의 전문가 외주 플랫폼에 가입하는 방법도 있다. 여기선 개인 홍보는 알아서 해야 한다.

### 업무 형태
기본적으로 선입금을 받는다. 사주를 먼저 봐주면 손님이 먹튀를 시전하기 때문. 게다가 상담 서비스는 무형의 상품이라 손님이 돈을 안 내도 실제 피해액을 산정하기 어려워 처벌하기 애매한 편이다. CCTV를 설치하거나 녹음을 하는 것이 좋다. 기본적으로 상담 내용은 외부에 유출하지 않는다. 철학관 홍보를 위해서 손님의 개인 정보를 가리고 업로드 하는 경우는 많다.
- 이메일 상담. 사주풀이 텍스트를 메일로 보내준다.

- 채팅 상담. 실시간 사주풀이 채팅을 진행한다.

- 전화/화상 상담. 손님이 상담 플랫폼에 충전한 금액을 상담 시간에 비례해서 받는다.

- 대면 상담. 노쇼 방지를 위해 소액의 예약금을 받는다. 번화가의 천막이나 1층 매장인 경우엔 후불이다.

- 출장 상담. 손님의 집이나 근처 카페로 출장을 가서 사주를 봐준다. 지역 축제 등에서 이벤트를 뛰기도 한다. 기업 연수원에서 직원들 사주를 단체로 봐주기도 한다.

- 명리학 교육. 월 회비를 받고 사주 스터디, 사주 개인 과외, 명리학 중급반 등을 진행한다. 원데이 클래스를 진행하기도 한다. 교재는 직접 만들거나 스승님의 교재를 사용해야 한다. 다른 선생의 교재를 사용했다가는 고소당할 수 있다. 저작권이 없는 교재로 유료 동영상을 만들어서 판매했을 경우 영상을 모두 내려야 하며 수익의 일부를 배상해야 한다.[4]

### 업무 내용
- 고민 상담. 연령대를 불문하고 여성들의 연애 상담이 가장 많다. 불륜 피해 상담도 있지만 그 반대의 경우를 잘 되게 하는 방법을 묻기도 한다. 그다음으로는 돈, 자녀, 진로, 건강 순이다.

- 인생 설계. 대운을 보고 상담한다. 젊은이들의 취업 상담, 이직 상담은 물론이고 은퇴 후 제2의 인생 설계 상담도 한다.

- 궁합을 봐서 특정인과 잘 지내는 법. 해당 인물의 사주팔자가 필요하므로 태어난 시간을 알아와야 한다. 특히 대상이 연상이거나 높은 사람이라면 시주는 필수다.

- 명리학 수업. 커리큘럼을 만들어서 수업을 진행한다. 개인 과외의 경우에는 커리큘럼이 없다. 맞춤형 수업이기 때문. 명리학과 졸업생, 이미 개업한 선생, 무당들도 수강생으로 온다. 대면 교육의 경우 평균 연령대는 50대이다. 2,30대는 온라인 수강을 선호한다.

### 수입
- 자영업 및 전문직이므로 하기 나름이다. 잘 버는 철학관들은 월 천 만원은 우습게 번다.

- 상담 비용은 5천 원부터 시작해서 천천히 올려나가면 된다.

- 3만원까지는 20대 커플이나 아줌마들이 많다. 가끔 여고생들도 온다.

- 5만 원을 받기 시작하면 사주에 몇 백만 원 씩 쓴 고인물들이 손님으로 온다. 손님이 선생보다 더 잘 아는 상황도 벌어진다. 함부러 상담 가격을 올렸다간 별점 테러에 악성 후기가 달릴 위험이 굉장히 높은 구간이다.

- 10만 원부터는 고급 철학관으로 인식된다. 손님이 확 줄고 남자 손님의 비율이 높아진다. 가끔씩 중소기업 대표나 정치인 비서 같은 사람들이 온다.

- 연말연초는 신년 운세 시즌으로 철학관의 성수기다. 어느 정도 잘 되는 철학관이라면 이 시기에는 예약이 밀린다. 만약 철학관을 차렸는데 연말연초에도 파리가 날린다면 뭔가 문제가 있는 것이다. 선배 역술가들에게 컨설팅을 받아보자. 아니면 어서 폐업하는 게 좋다.

## 철학관 선택법

### 좋은 철학관
- 자신과 일주(日柱)가 같은 선생. 웬만하면 꽝은 없다. 역술가가 실력이 없어도 연차가 오래되면 그래도 자기 사주는 대충 알기 때문. 예를 들어 갑신일주라면 갑신일주인 선생을 찾아가면 된다. 찾기 어렵다면 일간이 같은 선생이라도 찾아보자.

- 책을 출간한 선생. 보통 평타는 친다. 자기 책에 나온 관법대로 일관되게 상담하기 때문. 책을 내지 않은 역술가들은 손님이 하는 말에 맞춰서 눈치로 대응하는 경우도 많다. 다만 이상한 책도 많으니 한 번 읽어보고 가는 것이 좋다.

- 유튜브 구독자 수가 높은 선생. 물론 구독자 수가 높다고 잘 보는 것은 아니다. 그냥 마케팅 실력이 뛰어난 걸 수도 있다. 연예인이나 인플루언서 출신 역술가들도 있다. 이들은 구독자 20,000명은 기본으로 깔고 들어가니, 구독자 부익부 빈익빈 현상으로 실력과 관계 없이 금방 위로 올라간다. 강의 영상을 보고 판단하는 것이 좋다. 무엇보다 진짜 잘 보는 선생들은 유튜브를 잘 안 한다. 유튜브가 이 세상의 전부라고 생각하지 말자.

- 명리학을 공부한 지인에게 소개 받은 선생. 이 방법이 가장 확실하다. 역술 업계는 아직도 다른 어떤 현대식 프로모션보다 재래식 입소문이 가장 확실한 홍보 방식이다. 간판 없는 철학관을 알고 있는 사람을 잘 찾아보자.

- 전업 선생. 사주 상담만으로 한 가정을 먹여 살릴 수 있다는 것 자체가 평타는 친다는 뜻이다.

- 사업자 등록이 된 선생. 역술가들이 경력을 부풀리는 경우가 많다. 취미로 공부하던 시절까지 다 경력으로 쳐버리는 등. 사업자 등록증은 경력 증명서나 다름 없다.

### 나쁜 철학관
- 단명 사주나 사고수가 있다고 협박하는 경우. 손님들도 자주 묻지만 사주에는 수명이 안 나온다.

- 부적을 파는 경우. 요즘엔 거의 없지만 1980년대까지만 해도 부적을 파는 역술가들이 있었다. 철학관에서 팔 수 있는 종이는 입춘방(입춘대길 건양다경) 정도다.

- 개명을 강요하는 경우. 한 두 번 권유할 수는 있겠지만 계속 권유하거나 너무 강하게 권유하면 도망가는 게 좋다.

- 삼재 이야기를 하는 경우. 삼재가 언급된 명리학 고서는 없다. 한국 토속 신앙에 가깝다.

- 신살을 너무 많이 쓰는 경우. 고급 철학관일수록 신살을 적게 쓴다. 아예 쓰지 않는 경우도 있다. 일반적인 철학관에서도 신살의 해석은 최후순위로 둔다.

- 유튜브 등에 띠별 운세를 올리는 경우. 일주별 운세는 그나마 맞는 편이지만 띠별 운세는 명리학이 아니다. 단순히 구독자 유치용 영상이다.

- 전문 용어를 너무 많이 쓰는 경우. 아직 쉬운 말로 풀어줄 만큼 실력이 되지 않은 것이다. 운세의 작용을 현대적인 언어로 풀어주는 선생을 찾아보자.

- 물상론을 너무 많이 쓰는 경우. 물상론을 쓰는 사람은 극소수의 초고수와 대부분의 하수로 나뉜다. 참고로 나무나 불 같은 이야기를 전혀 하지 않고도 사주 상담은 가능하다. 애초에 물상 자체가 비유이기 때문.

- 이론충. 학당을 운영하는 선생한테 상담을 받으면 가끔씩 이론 설명에 치중하는 경우가 있다. 손님의 고민 상담은 뒷전이다.

- 억부충. 사주 공부를 조금 해본 손님들이 사주를 보러 갔다가 주로 욕하게 되는 유형이다. "저 정도는 나도 하겠다."의 표본. 실력에 비해 상담비를 높게 잡았거나, 손님이 자기 실력이 높은 줄 몰라서 개업을 안 하는 경우일 수도 있다.

- 별 이유 없이 결혼 늦게 하라는 경우. 결혼을 늦게 해야 되는 사주는 생각보다 적다. 10년 대운에서 이혼 수가 20대 중반~30대 중반에 걸쳐 있는 경우가 아니라면 당연히 결혼은 젊을 때 하는 것이 좋다. 어차피 세운에서는 이혼운이 10년, 12년 주기로 계속 찾아오기 때문. 참고로 결혼 후에도 결혼운이 10년, 20년 주기로 찾아오게 된다. 운세는 돌아오는 것이니까. 그런데 결혼 늦게 하라는 말을 듣는 사람이 많은 건 역술가들이 이상한 걸 보고 배워서 그렇다. 일반적으로 결혼 늦게 하라는 말은 사주를 보고 하는 게 아니다. 손님의 인성을 보고 하는 것이다. 예를 들어 화일간인 손님이 왔는데 예의가 없다면 조금 더 사회 경험을 쌓고 결혼하는 것이 좋겠다고 말하는 것이다. 왜냐하면 똑같은 사주로 태어난 사람 중에도 예의가 있는 사람이 있기 때문이다. 그런데 어깨 너머로 명리학을 배운 사람들이, 자신의 선생이 손님의 인성을 보고 조언을 한 게 아니고 사주를 해석해서 그렇다고 착각해서 이런 일들이 벌어지는 것이다. 결국 결혼을 늦게 하면 좋은 사주 유형들을 계속 받아 적어서 정리해두다 보니 결혼 늦게 해야 될 사주만 늘어나고 있는 실정이다.

- 토정비결이나 당사주를 보는 경우. 이것들은 명리학이 아닐 뿐더러 배우기가 워낙 쉬워서 돈 주고 받을 만한 서비스가 아니다. 그 돈이면 배우고도 남는다.

- 야자시를 쓰는 경우. 야자시는 근현대 일본에서 만들어진 것으로 명리학적 원리에 위배된다. 실제로 맞지도 않는다. 게다가 야자시를 쓰는 사람은 극소수이다. 그 극소수가 극성맞게 야자시가 맞다고 떠들고 있는 것. 야자시가 맞다고 주장하는 사람들은 돈벌이를 위해서 하는 것이다. 자시에 태어난 사람들이 다 한 번씩 손님으로 오게끔 만드는 것.

- 십이운성을 변형해서 쓰는 경우. '반대의 반대는 똑바로'라는 점을 이해하지 못하는 사람들이다. 십이운성 이론에서 양간은 순행하고 음간은 역행한다. 그런데 지구는 순행하고 있다. 다시 말해 지구에서 음간은 역행(음간이 가고자 하는 방향)의 역행(지구의 회전 방향이 음간이 가고자 하는 방향과 반대)을 하게 되어 순행하게 된다. 그래서 양간과 음간의 십이운성은 모두 순행하게 되고 서로 '마주보며' 흘러가지만 동시에 같이 흘러가게 된다. 양간은 전진하면서, 음간은 후진하면서 같이 오르락 내리락 하는 것이다.

- 양자택일 질문에 둘 다 좋다는 경우. 스승 없이 시작한 초보 역술가들이 주로 하는 실수이다. 손님들 중에는 A와 B 중에 하나를 역술가가 골라줬으면 하는 마음으로 오는 경우가 있다. 그런데 역술가가 "A도 좋고 B도 좋습니다." 라고 해버리면 손님은 돈만 날린 꼴이 된다. 물론 각자의 인생은 각자가 책임지는 것이니 이래라 저래라 하는 것도 이상하지만, 때로는 누군가가 등을 떠밀어줘야 할 때도 있는 법이다. 이렇게 되면 손님도 똑같은 질문을 계속 하는데, 초보 역술가들은 눈치를 못 채고 "둘 다 똑같이 좋다니까요?" 하는 식으로 되려 짜증을 내기도 한다.

### 유의 사항
- 부업 선생. 부업을 한다는 것은 사주 상담만으로 철학관 유지가 안된다는 뜻이다. 본업은 따로 있는데 숨기고 전업인 척하는 사람도 있다. 상담 시간대가 저녁이나 주말만 가능하다고 하면 의심해볼 만하다. 특히 부업으로 비대면 상담을 하는 경우 사주와 관계 없이 무조건 좋은 말만 해주고 용돈벌이를 하는 경우가 많다. 물론 실력이 뛰어나면서 취미로 사주 상담을 하는 경우도 있다.

- 비대면 상담. 사주, 타로, 신점 상담 플랫폼들이 대거 등장하면서 MZ세대의 전화 상담이 급증하고 있다. 하지만 번거롭더라도 직접 방문하거나 최소한 줌으로 상담하는 것이 좋다. 보통 사주나 타로를 배웠는데 손님 면전에서 대화할 자신이 없는 사람들이 이메일, 채팅, 전화, 화상, 대면 상담 순으로 단계를 밟아 나가는 경우가 많다. 비대면일 수록 초보일 확률이 높다는 것. 게다가 선생이 너무 어린 경우도 있다. 18살 짜리한테 결혼 상담을 받았다간 나중에 난감해질 수가 있다. 물론 외모에 치명적인 단점이 있거나, 연로하거나, 몸이 아파서 비대면으로 상담하는 경우는 예외다. 선생도 손님을 직접 봐야 견적이 더 정확히 나오기 때문에 전화 상담만으로는 결과가 이상하게 나올 수 있다.

- ㅇㅇ연구소. 선생이 대졸자일 확률이 높다. (역술 업계에는 고졸과 문과가 많다.) 연구소장은 학사 졸업장이 있어야 하기 때문. 다만 CEO는 학사일 필요가 없으니 고졸일 수도 있다. 연구소를 차리는 이유는 세금 혜택을 받기 때문이다.

- GPT 상담. 요즘 ai를 이용한 무료 사주 상담이 유행하고 있는데 아직 멀었다. 최소 3~5년은 더 기다려야 ai가 사주 상담을 할 수 있을 것으로 보인다. 일반인들은 명리학 용어를 모르니까 GPT가 쫙 읊어주면 그런가보다 싶겠지만, 사주 공부를 조금이라도 해본 사람은 GPT가 얼마나 말도 안되는 이야기를 하고 있는지 단박에 알 수 있다. 애초에 사주는 ai가 학습할 만큼의 방대한 자료가 없다.

## 상담 받는 법

### 좋은 방법
- 상담 전 문자 보내기. '성함, 성별, 양력 생년월일시'와 질문을 미리 보내는 것이 좋다. 그럼 역술가가 미리 만세력을 뽑아두고 질문에 대한 답도 어느 정도는 생각해둔다. 철학관에 도착해서 사주를 불러주고 질문을 불러주면 상담 시간이 낭비된다. 질문은 구체적일 수록 좋다.

- 역술가의 질문에 순순히 대답하기. 상담이 원활하게 진행되면 보통 전반부와 후반부로 나뉜다. 전반부에 손님이 말하고 선생이 경청하거나, 전반부에 선생이 말하고 손님이 경청하거나. 후반부에는 반대로 진행된다. 역술가가 손님에게 묻는 것은 필요해서 묻는 것이다. 필요한 걸 다 들었으면 술술 통변을 한다. 가끔 손님이 '그걸 왜 물어보시냐?', '과거는 맞춰야 되는 것 아니냐?'라는 말을 하거나 역술가가 말할 타이밍에 계속 끼어들면 서로 시간만 날리는 일이다.

- 너무 힘들 때 충동적으로 상담 받지 않기. 어차피 역술가가 뭐라고 말해도 제대로 들리지 않는다. 다른 사람의 말에 휘둘리지 않고 참고만 할 수 있을 때 상담 받는 것이 좋다. 역술가도 손님이 너무 힘들어 보이면 위로만 하다가 보내는 경우가 많다. 매번 이런 상태에서만 철학관을 방문했다면 제대로 된 사주 상담은 한 번도 못 받아본 셈이다.

- 답이 없는 상태에서 상담 받지 않기. 예를 들어 "지금 39살인데 애도 낳고 싶고 일도 하고 싶어요."라고 하면 역술가도 뾰족한 수가 없다. 미뤄왔던 숙제의 댓가는 본인이 받아야 한다. 다른 예시로는 "공무원 때려 칠까요? 3년만 더 하면 연금 받는데." 등이 있다. 어차피 역술가가 때려치우라고 해도 연금이 아까워서 안 때려 친다.

- 장마철에는 손님이 없기 때문에 역술가들이 블로그에 글을 작성하고 있는 경우가 많다. 이때 질문하면 간단한 답변을 무료로 받을 확률이 높다.

- 타로는 셔플당 추가 비용이 발생한다. 타로 고인물 손님들은 이 점을 이용해서 값싸게 상담을 받는다. 카드 셔플은 질문의 주제가 바뀔 때 이뤄진다. 연애 질문을 하다가 진로 질문을 하다가 연애 질문으로 돌아오면 총 3번의 셔플을 하기 때문에 상담 비용이 늘어난다. 하나의 주제를 오래 끌고 가면 셔플하지 않고 계속 타로 카드만 뽑아서 저렴하게 이용할 수 있다.

### 나쁜 방법
- 상담 이후 추가 질문. 못다한 질문은 상담 당일까지만 하자. 다음 날이고 그 다음 날이고 문자로 계속 추가 질문을 하는 사람들이 있다.

- 일정을 펑크내 놓고 예약금을 환불해달라는 경우. 예약금은 원래 환불되는 개념이 아니다.

- 미래의 사건을 맞춰주지 않는다고 해서 초보라고 여기는 경우. 명리학은 원래 그런 게 아니다.

- 답정너. 원하는 답변을 해주는 철학관이 나올 때까지 돈을 뿌리고 다니지 말자. 시간 낭비, 돈 낭비다.

- 선생한테 명리학을 가르치려 드는 손님. 그 정도면 본인이 직접 차리면 된다. 뭐하러 돈을 주고 사주를 보는가? 차려보고 망해봐야 정신을 차릴 것이다. 간혹 선생한테 사주를 불러달라고 하면서 서로 사주를 봐줬으니 쌤쌤으로 치자며 돈을 못 내겠다는 손님도 있다.

- 상담 시작부터 사주 공부를 몇 년 했다고 말하는 경우. 그럼 선생이 편하게 전문 용어를 쓰기 시작하는데, 사실 손님들이 말하는 사주 공부는 블로그 눈팅 정도다. 잘못 알고 있는 지식도 많아서 바로잡아주는 등 이론적인 얘기만 하다가 상담이 끝나버린다. 초반에는 그냥 조용히 듣다가 궁금한 게 있으면 후반에 사주 공부를 조금 했다면서 물어보는 게 좋다.

- 상담 시작부터 이미 철학관을 하고 있다고 말하는 경우. 당연한 얘기지만 선생이 견제를 하는 경우가 많다. 셰프들도 경쟁 업체에 요리 레시피를 넘겨주지 않는다. 혹은 이용해먹으려고 하는 경우도 있으니 조심하자.

### 참고 사항
- 쌍둥이 사주는 반값이나 무료로 봐주는 곳도 있다. 술사가 쌍둥이 임상을 해보고 싶어서이다. 참고해서 돈 아낄 것.

- 상담 내용을 유튜브 등에 공개하는 조건으로 할인해주거나 무료로 봐주는 곳도 있다. 당연한 얘기지만 이런 술사는 지금 막 시작하는 단계라서 그렇게 실력이 좋은 편은 아니다.

- 업계의 공공연한 비밀이지만, 진상 사주는 역술가의 블로그에 박제되는 경우가 많다. 물론 개인 정보는 철저히 가린다.

- IT 계통에서 일한다면 젊은 선생을 찾는 게 좋다. 연세가 있으신 분들은 틱톡이나 버튜버가 무슨 말인지 모르는 경우도 있다.

- 녹음기는 켜지 않는 것이 좋다. 역술가도 녹음기 앞에서는 말을 삼가기 때문. 입장을 바꿔서 생각해보자. 웬만하면 노트와 펜을 준비해 가거나 빌려서 메모하자. 애초에 구비되어 있는 곳이 많다.

1. ↑  ㅇㅇ서당은 사주타로가 아니라 한자와 사서삼경을 가르치는 곳일 확률이 매우 높다.
2. ↑  가끔 나치 문양이 그려진 곳도 있다.
3. ↑  네이버 지식인
4. ↑  유튜브의 수능 강사들이 사용하는 교재도 모두 불법 사용이다. 다만 저자도 자신의 책이 홍보되기 때문에 묵인하는 것.